# Parafia Podwyższenia Krzyża Świętego w Dybiance
Parafia Podwyższenia Krzyża Świętego w Dybiance − parafia rzymskokatolicka znajdująca się w archidiecezji lwowskiej w dekanacie Gródek.
Parafia nie posiada własnego proboszcza i jest administrowana dojazdowo przez proboszcza z parafii Szczerzec.